# Cheilosia latifrons
Cheilosia latifrons là một loài ruồi trong họ Ruồi giả ong (Syrphidae). Loài này được Zetterstedt mô tả khoa học đầu tiên năm 1843. Cheilosia latifrons phân bố ở vùng Cổ Bắc giới (Đan Mạch)